# Indice de lumination
En photographie, l'indice de lumination (abrégé en IL ou EV d'après l'anglais exposure value) – parfois appelé indice de luminance – est un nombre qui caractérise un couple ouverture / temps de pose. Pour une scène donnée, deux couples caractérisés par le même indice de lumination produiront la même exposition sur le film ou capteur.

## Définition

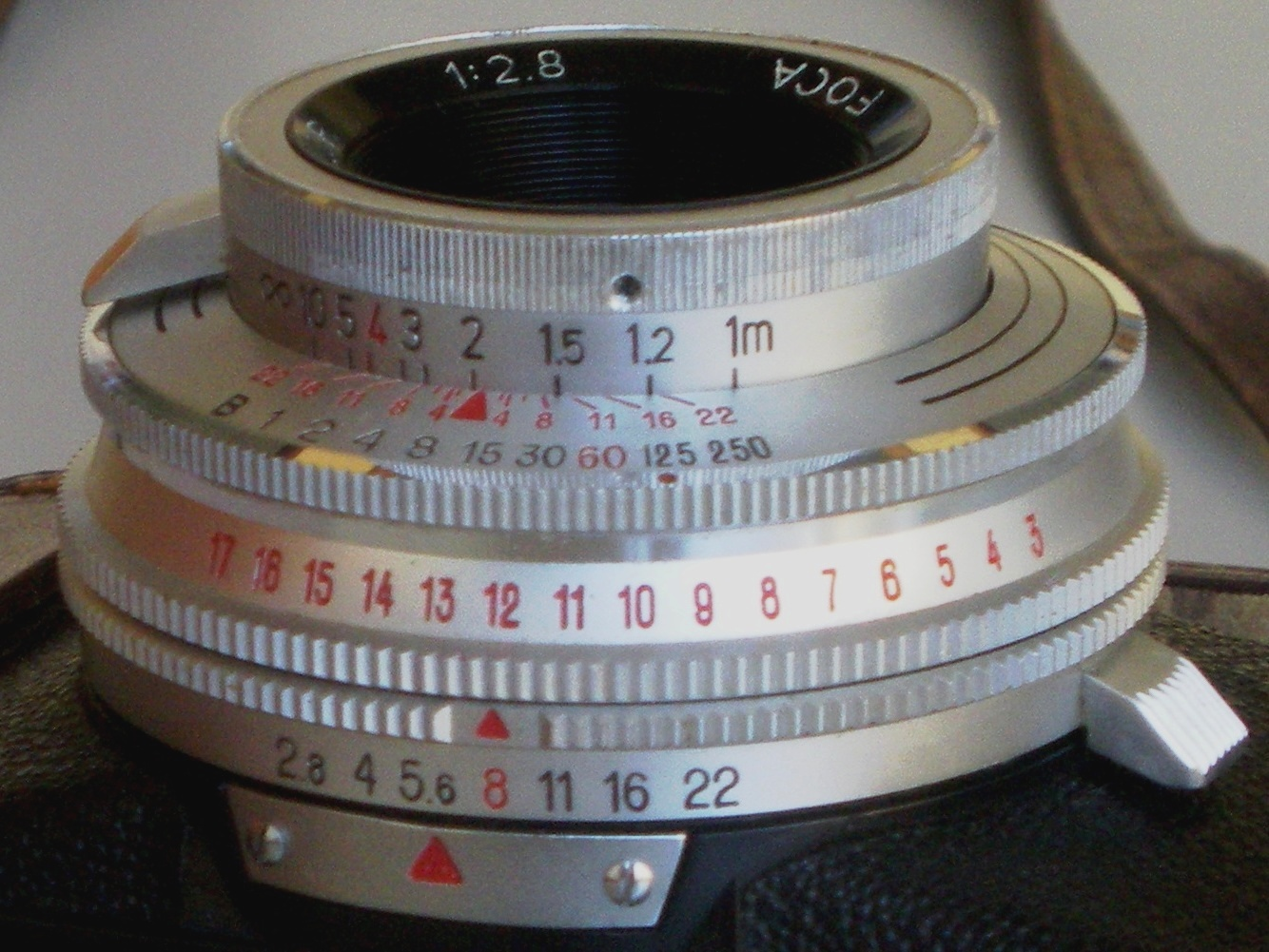
Bagues de réglage d'exposition couplées sur une échelle d'indices de lumination.

Pour un temps de pose de t secondes, et une ouverture de f/N, l'indice de lumination est ainsi défini :
{\displaystyle \mathrm {IL} =\log _{2}{\frac {N^{2}}{t}}\,.}
Où log2 correspond au logarithme de base 2.
Par exemple, pour une exposition faite à f/5,6 et 1/15 seconde, l'IL serait donc:
{\displaystyle \mathrm {IL} =\log _{2}{\frac {5,6^{2}}{1/15}}\approx 9,0\,.}
L'indice de lumination de zéro correspond à une exposition d'1 seconde et d'une ouverture de f/1 (ou également à 2 secondes et f/1,4, ou une autre paire de valeurs quelconque qui produit le même résultat).

### Valeurs usuelles
Le tableau suivant donne, pour les ouvertures (f/N) et temps de pose usuels, l'indice de lumination correspondant à chaque couple ouverture / temps de pose.
|       | 1 s | 1/2 s | 1/4 s | 1/8 s | 1/15 s | 1/30 s | 1/60 s | 1/125 s | 1/250 s | 1/500 s | 1/1000 s |
| ----- | --- | ----- | ----- | ----- | ------ | ------ | ------ | ------- | ------- | ------- | -------- |
| f/1,4 | 1   | 2     | 3     | 4     | 5      | 6      | 7      | 8       | 9       | 10      | 11       |
| f/2   | 2   | 3     | 4     | 5     | 6      | 7      | 8      | 9       | 10      | 11      | 12       |
| f/2,8 | 3   | 4     | 5     | 6     | 7      | 8      | 9      | 10      | 11      | 12      | 13       |
| f/4   | 4   | 5     | 6     | 7     | 8      | 9      | 10     | 11      | 12      | 13      | 14       |
| f/5,6 | 5   | 6     | 7     | 8     | 9      | 10     | 11     | 12      | 13      | 14      | 15       |
| f/8   | 6   | 7     | 8     | 9     | 10     | 11     | 12     | 13      | 14      | 15      | 16       |
| f/11  | 7   | 8     | 9     | 10    | 11     | 12     | 13     | 14      | 15      | 16      | 17       |
| f/16  | 8   | 9     | 10    | 11    | 12     | 13     | 14     | 15      | 16      | 17      | 18       |
| f/22  | 9   | 10    | 11    | 12    | 13     | 14     | 15     | 16      | 17      | 18      | 19       |

## Relation avec la luminosité de la scène
Si l'appareil est réglé conformément aux indications d'un posemètre en lumière réfléchie, l'équation d'exposition suivante est satisfaite :
{\displaystyle {\frac {N^{2}}{t}}={\frac {LS}{K}}}
où
- N est l'ouverture du diaphragme en indice (f-number)

- {\displaystyle L} est la luminance de la scène en cd/m² ;
- {\displaystyle S} est la sensibilité ISO du film ou capteur ;
- {\displaystyle K} est la constante d'étalonnage du posemètre.

Il s'ensuit que
{\displaystyle \mathrm {IL} =\log _{2}{\frac {LS}{K}}}
On voit donc que, quand l'appareil est correctement réglé, l'indice de lumination est relié à la luminance de la scène et à la sensibilité du film ou capteur. Si on se basait sur un posemètre en lumière incidente, cet indice serait alors relié à l'éclairement de la scène plutôt qu'à sa luminance, et toujours à la sensibilité.
Il est usuel d'utiliser l'indice de lumination à une sensibilité de référence (typiquement 100 ISO) comme une mesure de la luminosité d'une scène. Ainsi, on notera par exemple « IL100 = 13 » plutôt que d'indiquer une luminance moyenne de 1 000 cd/m2. Le tableau suivant, adapté de l'article Règle de f/16, donne la luminosité typique d'une scène (en termes de IL100) en fonction de l'éclairage.
| IL100 | Éclairage                                   |
| ----- | ------------------------------------------- |
| 16    | Soleil sur neige ou sable clair             |
| 15    | Soleil brillant (ombres nettes)             |
| 14    | Soleil voilé (ombres douces)                |
| 13    | Clair mais nuageux (sans ombres)            |
| 12    | Très nuageux ou ombre découverte            |
| 11    | Soleil couchant                             |
| 8     | La ville de nuit, éclairée artificiellement |
| 6 – 7 | Concert, spectacle                          |
| 4 – 5 | Éclairage artificiel domestique             |
| 3     | Ville la nuit                               |
| −3    | Pleine lune                                 |
| −15   | Nuit noire                                  |

### Effet de la sensibilité
Si on connaît l'IL nécessaire pour bien exposer une scène avec une sensibilité de 100 ISO (l'IL100 de la scène), l'indice de lumination nécessaire pour bien l'exposer à une autre sensibilité S est donné par :
{\displaystyle \mathrm {IL} _{S}=\mathrm {IL} _{100}+\log _{2}{\frac {S}{100}}\,.}
Cette correction indique qu'une scène exigeant l'IL de 11 (par exemple, un coucher de soleil) avec une pellicule d'ISO 100 serait bien exposée à l'IL de 13 avec une pellicule d'ISO 400.

## Règle de f/16
Selon cette méthode empirique, dont le nom anglais (Sunny 16 rule) signifie « la règle de 16 en temps ensoleillé », une exposition approximativement correcte peut être faite avec une ouverture de f/16 et une vitesse d'obturation qui est l'inverse de la sensibilité ISO, en secondes.  Par exemple, 1/100 secondes pour une pellicule de ISO 100.
Cette règle suggère donc que, pour une sensibilité de 100 ISO, un indice de lumination de 15 correspond à des scènes bien ensoleillées :
{\displaystyle \mathrm {IL} _{100}=\log _{2}{\frac {16^{2}}{1/100}}\approx 15}
Cette règle ne tient aucun compte de l'endroit où se trouve le photographe. On peut considérer qu'elle s'applique avant tout aux latitudes dites tempérées. Si la température diminue au fur et à mesure qu'on monte dans les latitudes, il en est de même de l'éclairement fourni par le soleil qui doit traverser une épaisseur croissante d'atmosphère.